# Beura-Cardezza
Beura-Cardezza est une commune italienne de la province du Verbano-Cusio-Ossola dans la région Piémont en Italie.

## Administration
| Période                                  | Période | Identité | Étiquette | Qualité |
| ---------------------------------------- | ------- | -------- | --------- | ------- |
|                                          |         |          |           |         |
| Les données manquantes sont à compléter. |         |          |           |         |

### Communes limitrophes
Domodossola, Pallanzeno, Premosello-Chiovenda, Trontano, Villadossola, Vogogna